# Paradmontia brevis
Paradmontia brevis är en tvåvingeart som beskrevs av Daniel William Coquillett 1902. Paradmontia brevis ingår i släktet Paradmontia och familjen parasitflugor. Inga underarter finns listade i Catalogue of Life.